# مالی بور
مالی بور (به چکی: Malý Bor) یک منطقهٔ مسکونی در جمهوری چک است که در ناحیه کلاتووی واقع شده‌است. مالی بور ۱۵٫۰۷ کیلومتر مربع مساحت و ۵۵۷ نفر جمعیت دارد و ۴۴۲ متر بالاتر از سطح دریا واقع شده‌است.